# L'Attaque de la malle-poste
Pour plus de détails, voir Fiche technique et Distribution.
L'Attaque de la malle-poste (Rawhide) est un film américain réalisé par Henry Hathaway, sorti le 25 mars 1951.

## Synopsis

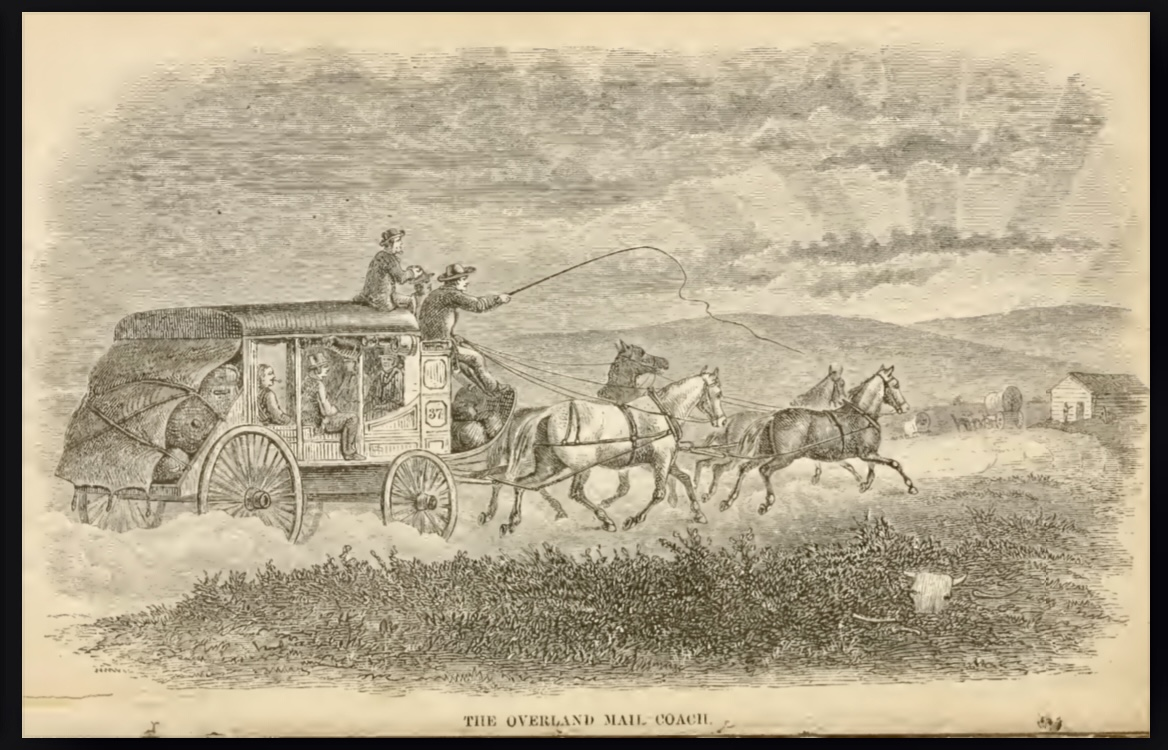
Une diligence arrivant au relais en Arizona, illustration de Hiram C Hodge, 1877.

Tom Owens, un jeune homme sans expérience, assisté par le vieux professionnel Sam Todd, apprend à tenir un relais de diligences à Rawhide, au milieu du désert d'Arizona. Au passage d'une diligence, une patrouille de la cavalerie américaine vient les avertir qu'une bande de dangereux hors-la-loi est en fuite dans les parages. Les soldats ont l'ordre d'escorter la diligence vers la ville mais Vinnie Holt, une jeune femme obstinée, refuse de les accompagner : elle choisit de rester au relais pour attendre la diligence suivante avec une fillette, sa nièce Callie, jeune orpheline qu'elle tient à amener à ses grands-parents. Après le départ des soldats, un homme à cheval arrive au relais : Zimmerman, qui se dit un sheriff adjoint à la poursuite des bandits. C'est un mensonge : il est le chef de la bande, bientôt rejoint par ses trois complices. Todd court pour tenter de prendre son fusil : il est abattu. Une diligence s'arrête pendant la nuit et Zimmerman ordonne à Tom et Vinnie, qui se font passer pour mari et femme, de faire le service du relais comme si de rien n'était. Ce n'est pas cette voiture qui intéresse les bandits mais une autre qui doit passer le lendemain en sens inverse, avec cent mille dollars en or des mines de Californie. En outre, Zimmerman doit réfréner son complice Tavis qui tente de violer la jeune femme. Tom doit se soumettre aux bandits pour ne pas mettre en danger la vie de Vinnie et de la fillette. Mais les circonstances imprévues se multiplient.

## Fiche technique
- Titre : L'Attaque de la malle-poste
- Titre original : Rawhide
- Réalisation : Henry Hathaway
- Scénario : Dudley Nichols
- Production : Samuel G. Engel
- Société de production : Twentieth Century Fox
- Musique : Sol Kaplan
- Photographie : Milton R. Krasner
- Montage : Robert L. Simpson
- Direction artistique : George W. Davis et Lyle R. Wheeler
- Décors : Thomas Little et Stuart A. Reiss
- Costumes : Travilla, Charles Le Maire et Sam Benson
- Pays d'origine : États-Unis
- Format : Noir et blanc - Son : Mono (Western Electric Recording)
- Genre : Western
- Durée : 89 minutes
- Dates de sortie : 
  - États-Unis : 25 mars 1951
  - France : 21 septembre 1951

## Distribution
- Tyrone Power (VF : Roger Rudel) : Tom Owens
- Susan Hayward (VF : Françoise Gaudray) : Vinnie Holt
- Hugh Marlowe (VF : Claude Péran) : Zimmerman
- Dean Jagger (VF : Paul Forget) : Yancy
- Edgar Buchanan (VF : Jean Toulout) : Sam Todd
- Jack Elam (VF : Maurice Lagrenée) : Tevis
- George Tobias (VF : Marcel Raine) : Gratz
- Jeff Corey (VF : Jacques Beauchey) : Luke Davis, le premier conducteur de diligence
- James Millican (VF : Jean Violette) : Tex Squires, le second conducteur de diligence
- Edith Evanson (VF : Henriette Marion) : Mme Hickman
- Louis Jean Heydt (VF : Lucien Bryonne) : Fickert

Acteurs non crédités :
- William Haade : Gil Scott
- Walter Sande : Flowers

Cascades
Jack N. Young

## Commentaires
Ce film a été qualifié de « western en chambre » car toute l'action se déroule à l'intérieur et aux environs immédiat du relais. Hathaway y rivalise avec Alfred Hitchcock par l'art du suspense et une sexualité réfrénée teintée de sadisme.

## Autour du film
- Le lieu de tournage se situe dans les Alabama Hills en Californie, un peu à l'ouest de Lone Pine : le faux relais de poste bâti pour les besoins du film sera réutilisé comme décor de Sept Hommes à abattre de Budd Boetticher, sorti en 1956[2].
- Le thème musical est une variation sur la chanson traditionnelle Oh ! Susanna.